# Kelzendorf
Kelzendorf ist eine Ortschaft der Gemeinde Alberndorf in der Riedmark im Bezirk Urfahr-Umgebung in Oberösterreich.
Der Ort grenzt an die Ortschaften Steinbach, Kottingersdorf, Weikersdorf, Matzelsdorf, an die Haibacher Ortschaften Kaindorf, Baumgarten und Renning sowie an Weberndorf, welches zu Hellmonsödt gehört.
Kelzendorf hat 122 Einwohner und 41 Haushalte. Des Weiteren gibt es seit 2014 den Fußballverein FC Kelzendorf (FCK).

## Geschichte
Das früheste Schriftzeugnis ist von 1171 und lautet „Cholzdorf“.
Der Name Kelzendorf geht auf den slawischen Personennamen CholЪcЪ oder – weniger wahrscheinlich – auf den deutschen Personennamen Kolbo zurück.